# Cirrhilabrus rubripinnis
Cirrhilabrus rubripinnis е вид лъчеперка от семейство Labridae.

## Разпространение
Видът е разпространен в Индонезия (Сулавеси) и Филипини.